# Ocna de Jos, Harghita
Ocna de Jos (în maghiară Alsósófalva) este un sat în comuna Praid din județul Harghita, Transilvania, România.

## Istoric
În 1700 câțiva locuitori ai fostei localități Ocna (mai târziu Ocna de Sus) s-au mutat pe malul stâng al pârâului Corund, întemeind localitatea Ocna Mică. Din 1793 este numită Ocna-Josani, iar în 1803 se desprinde din Ocna și devine Ocna de Jos. Până în 1968, împreună cu Ocna de Sus, a făcut parte din comuna Ocna. De atunci, aparține de comuna Praid.

## Obiective turistice
- Biserica reformată din Ocna de Jos
- Casa memorială a pictorului Sükösd Ferenc
- Muzeul satului

## Imagini

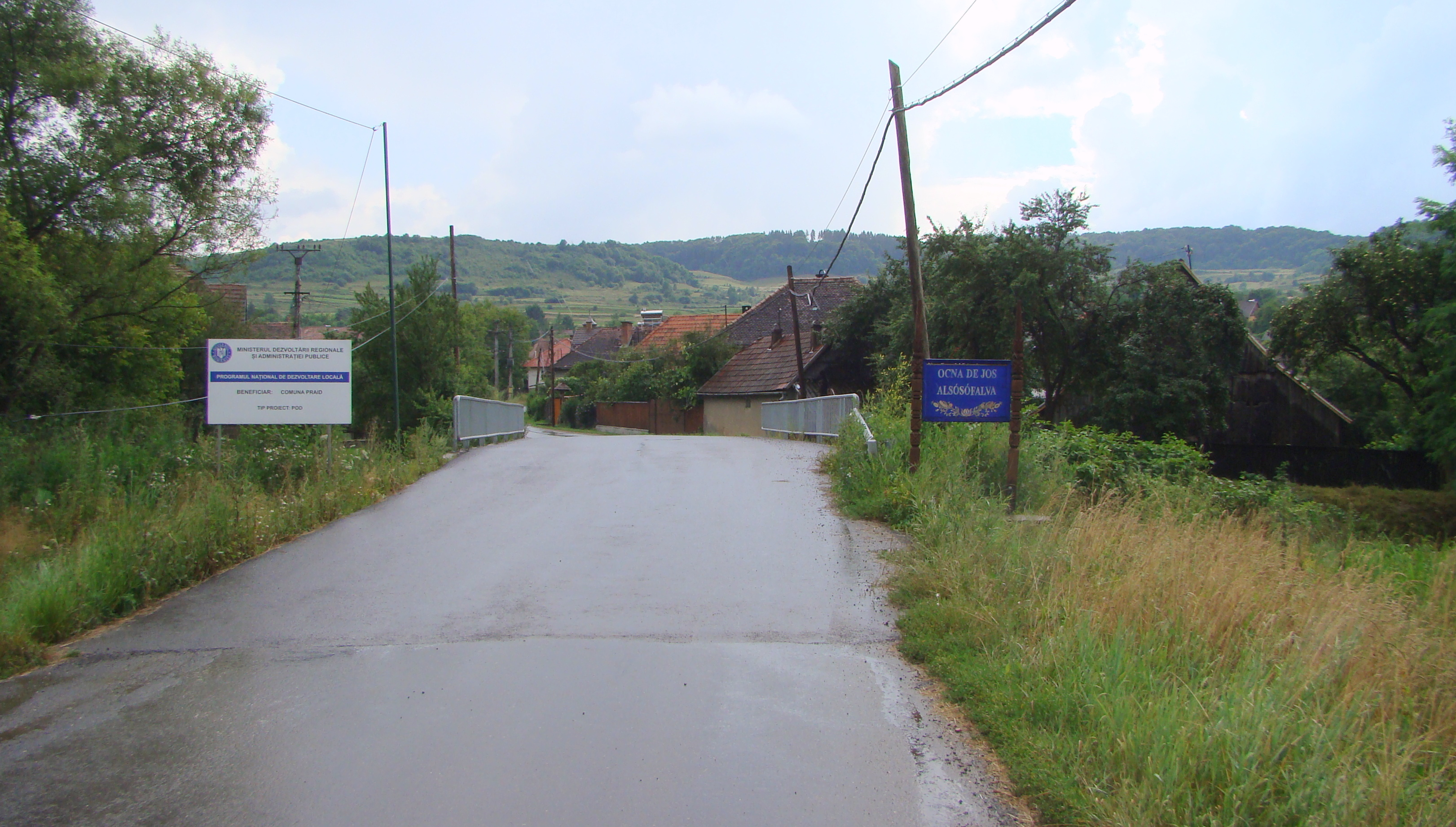
Intrarea în localitate
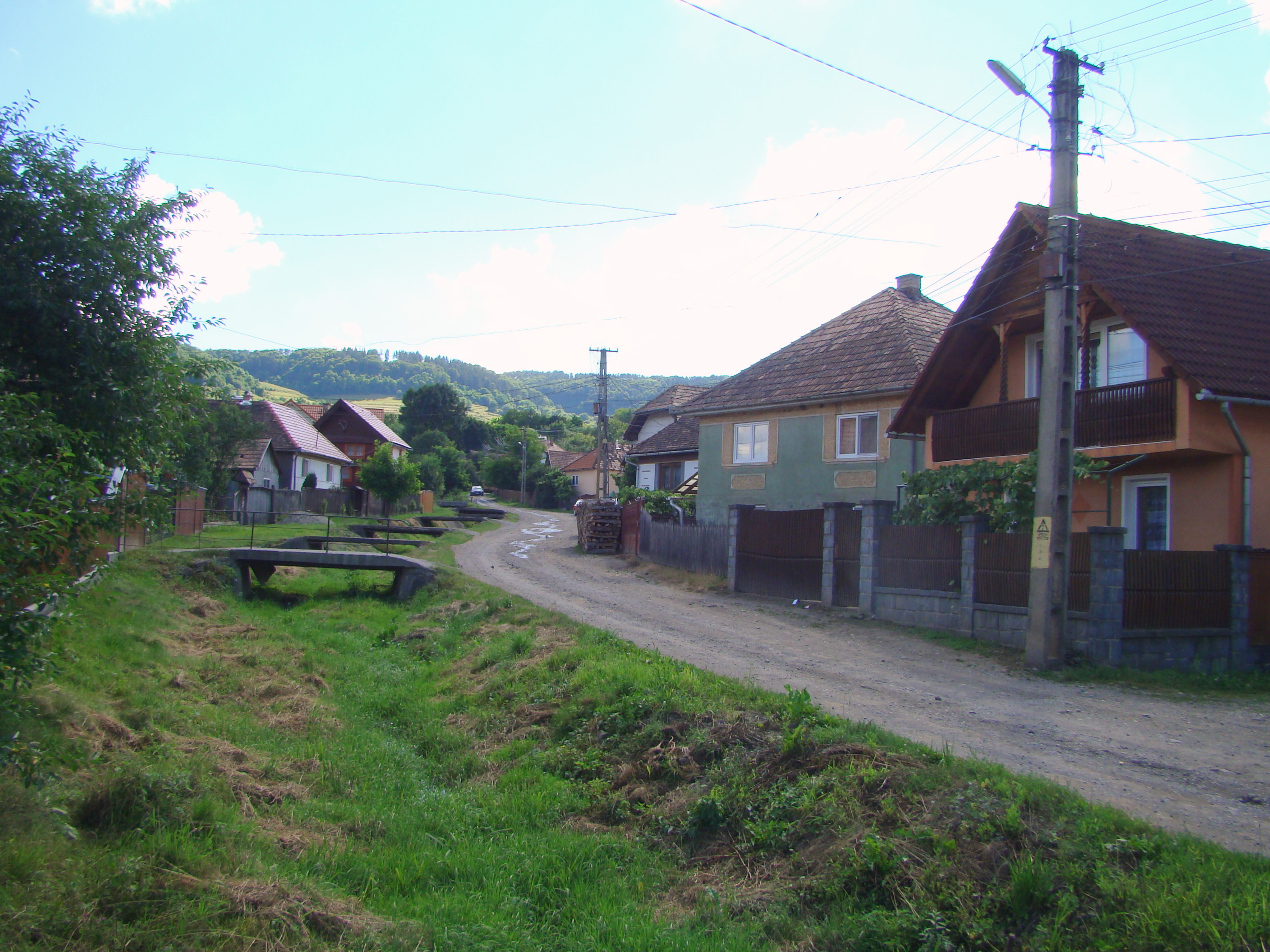
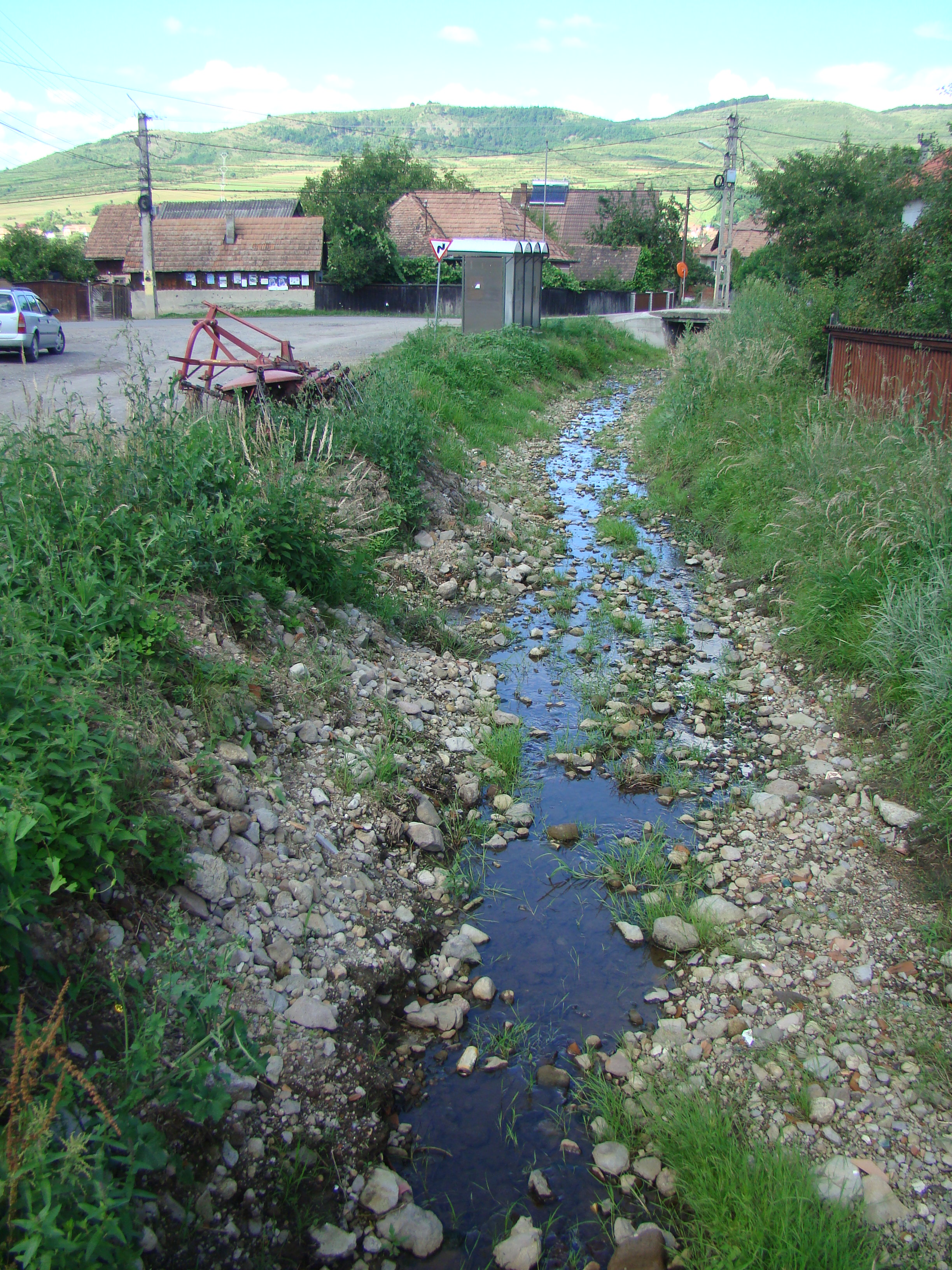
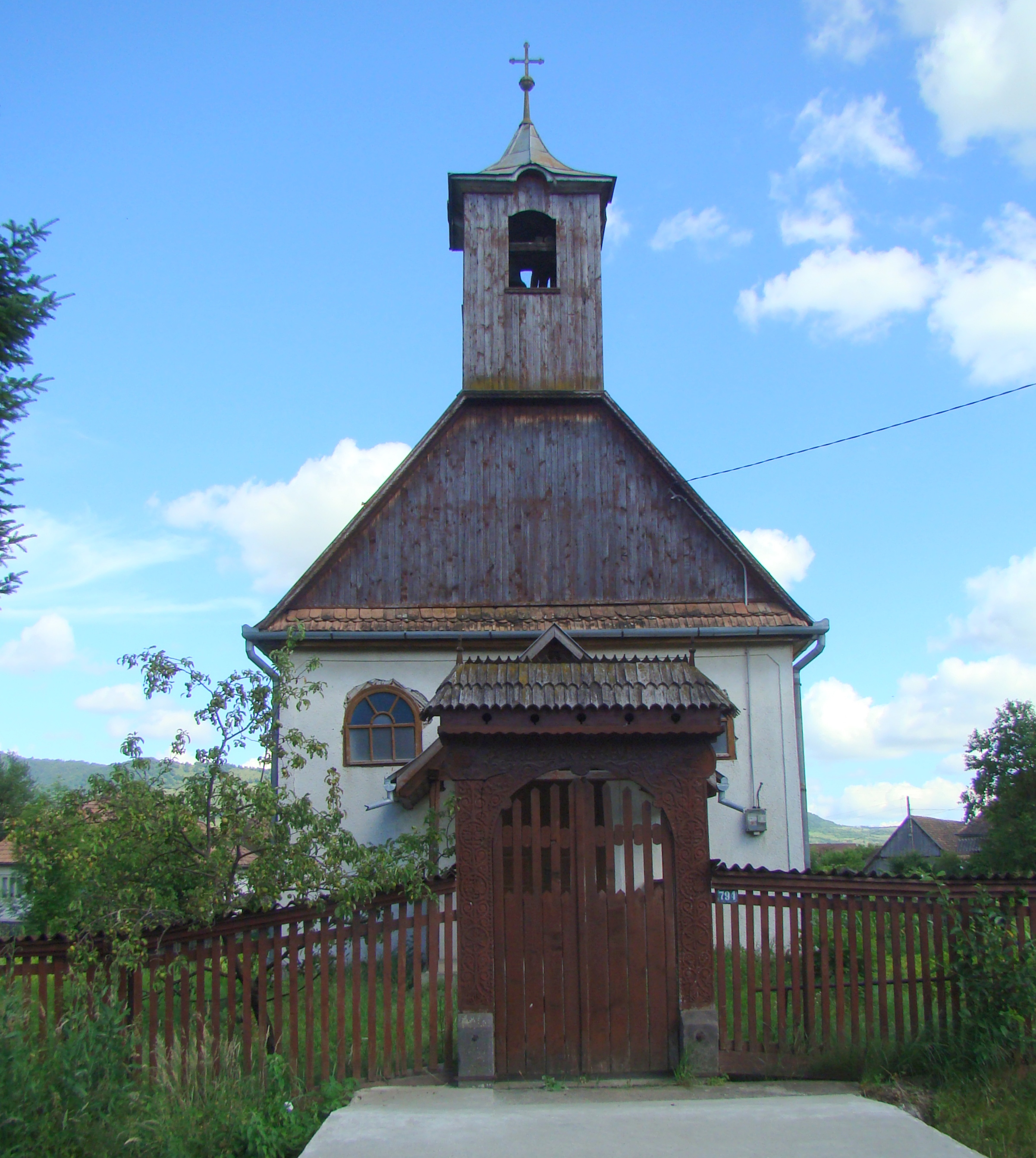
Biserica romano-catolică
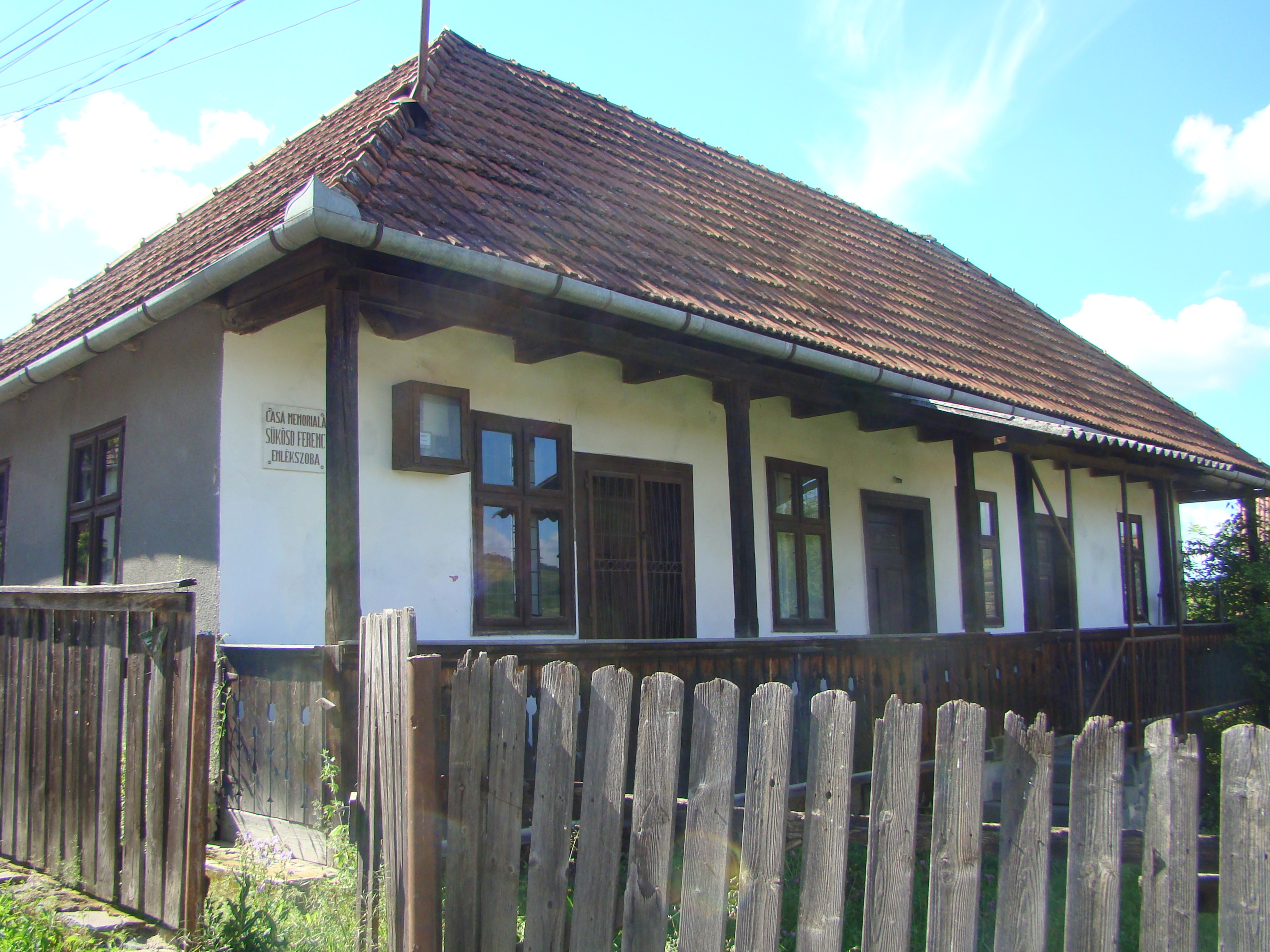
Casa memorială Sükösd Ferenc
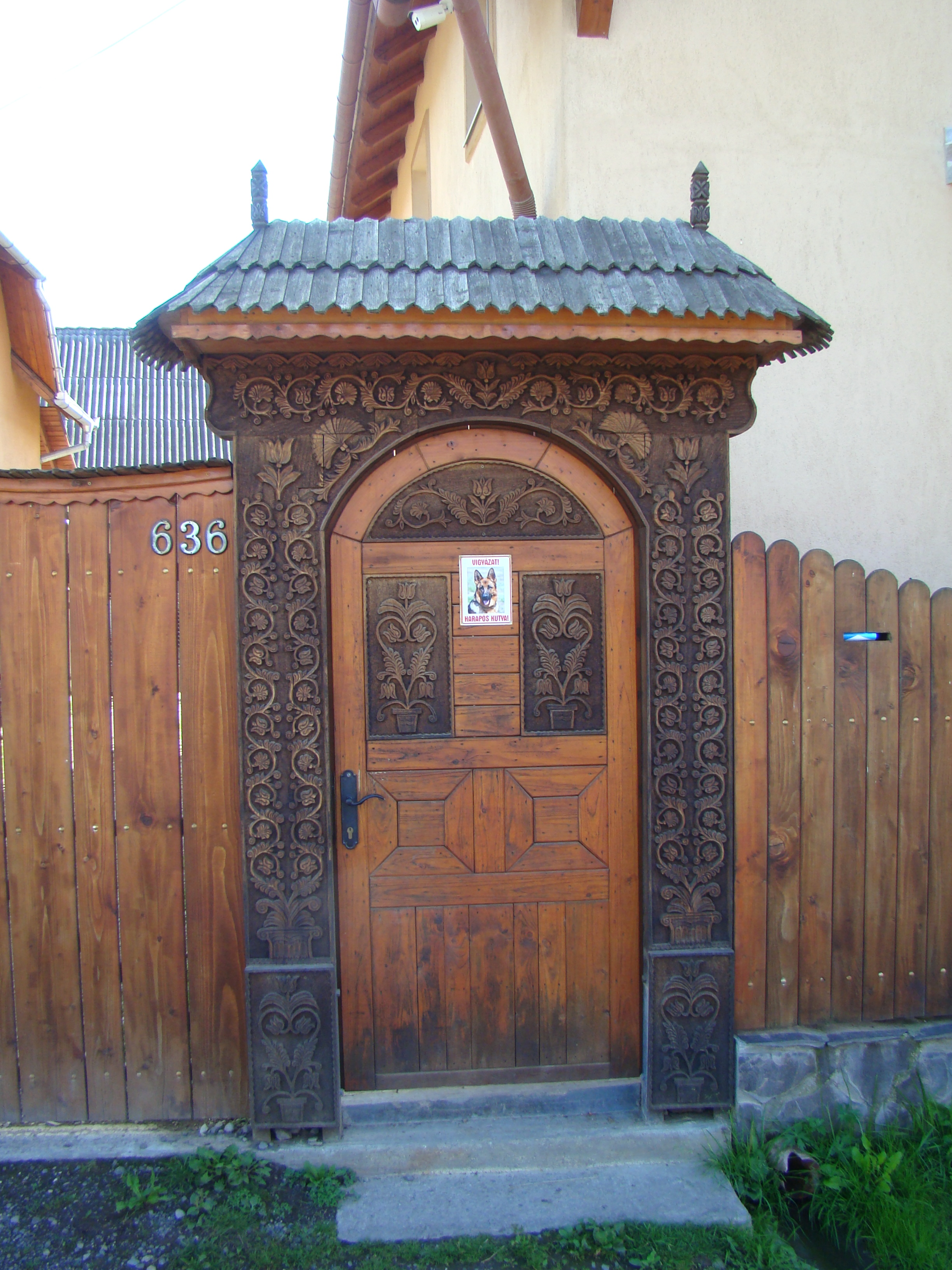
Poartă secuiască de lemn
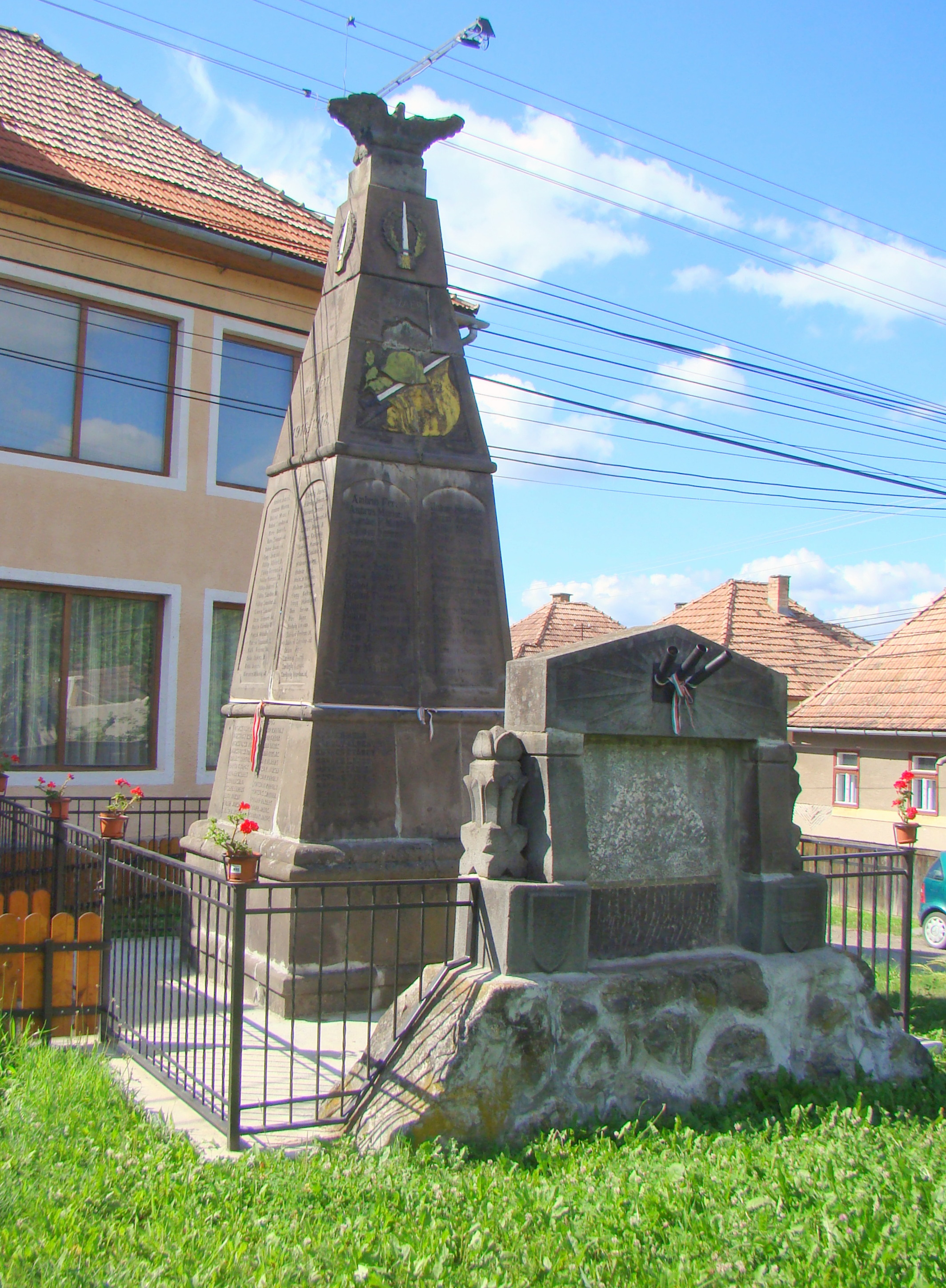
Monumentul eroilor
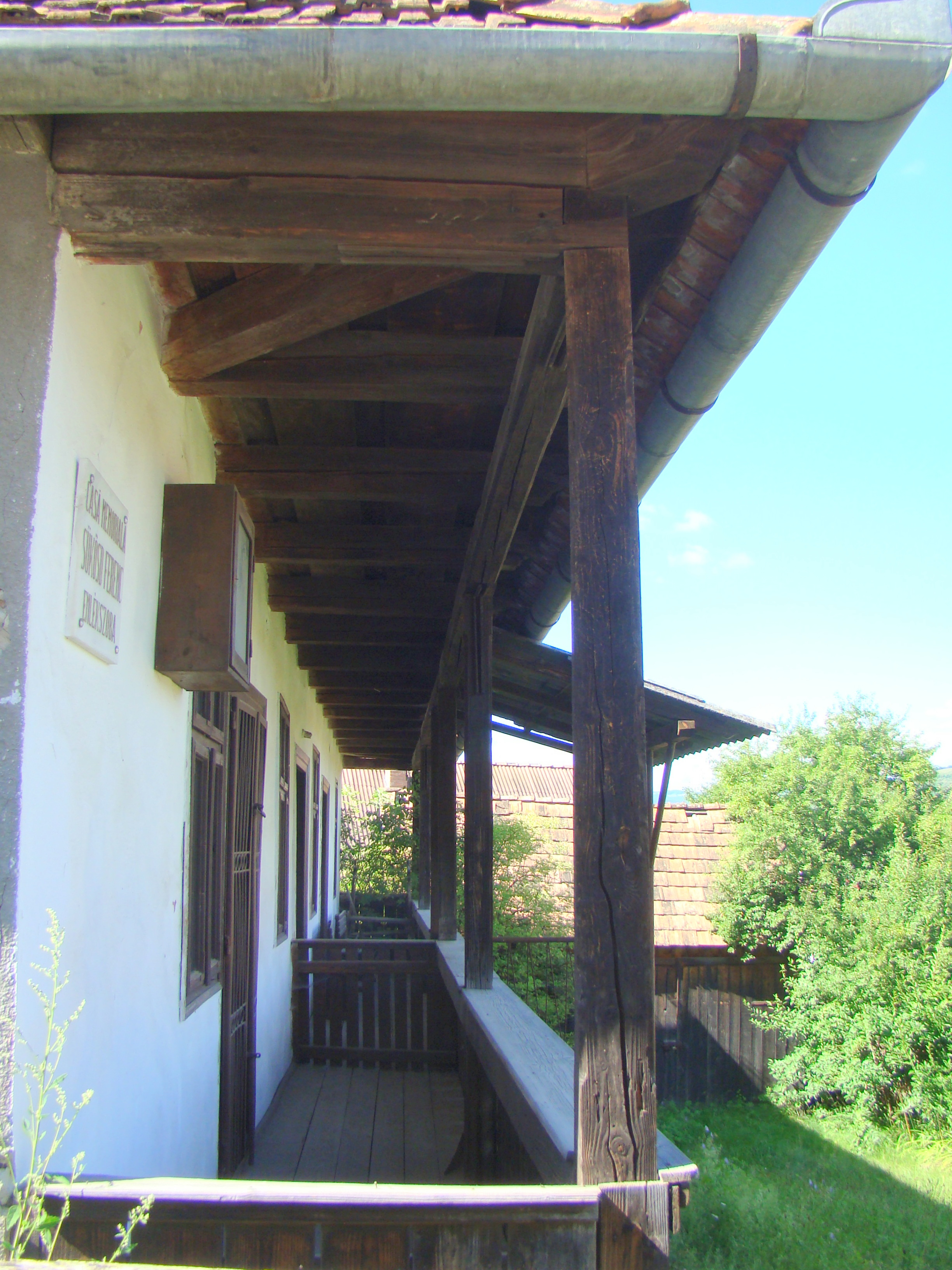
Casa memorială Sükösd Ferenc
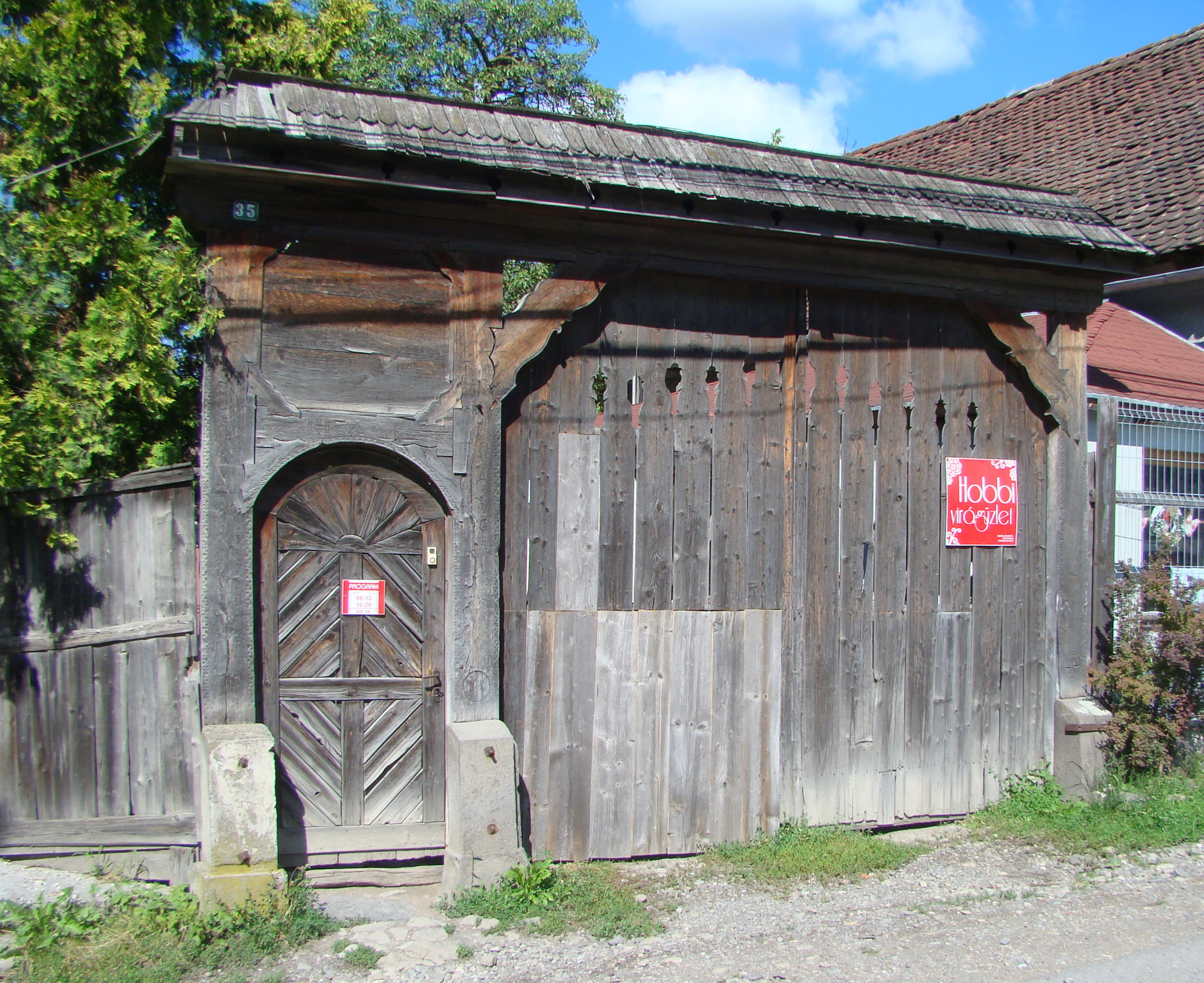
Poartă secuiască de lemn
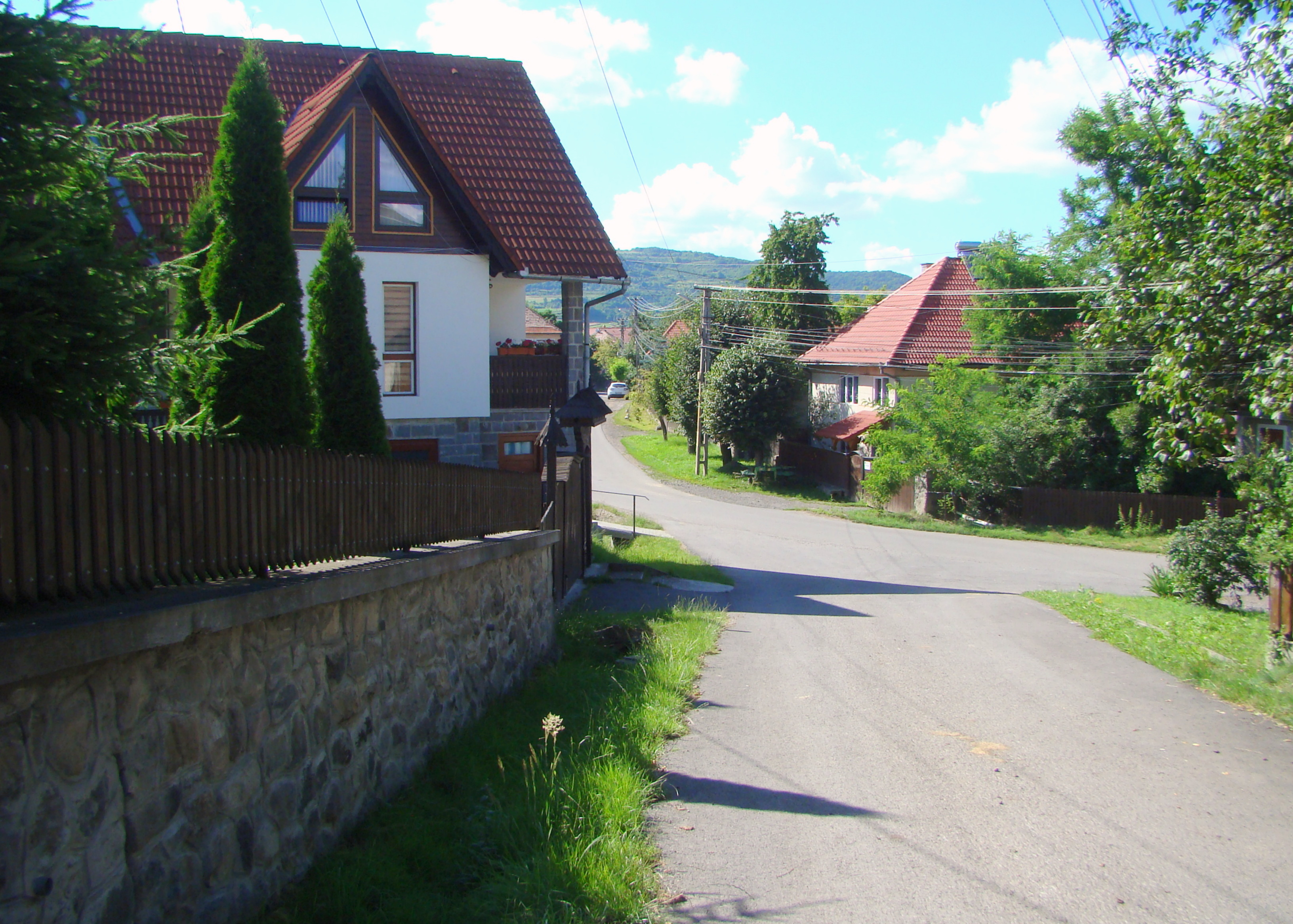
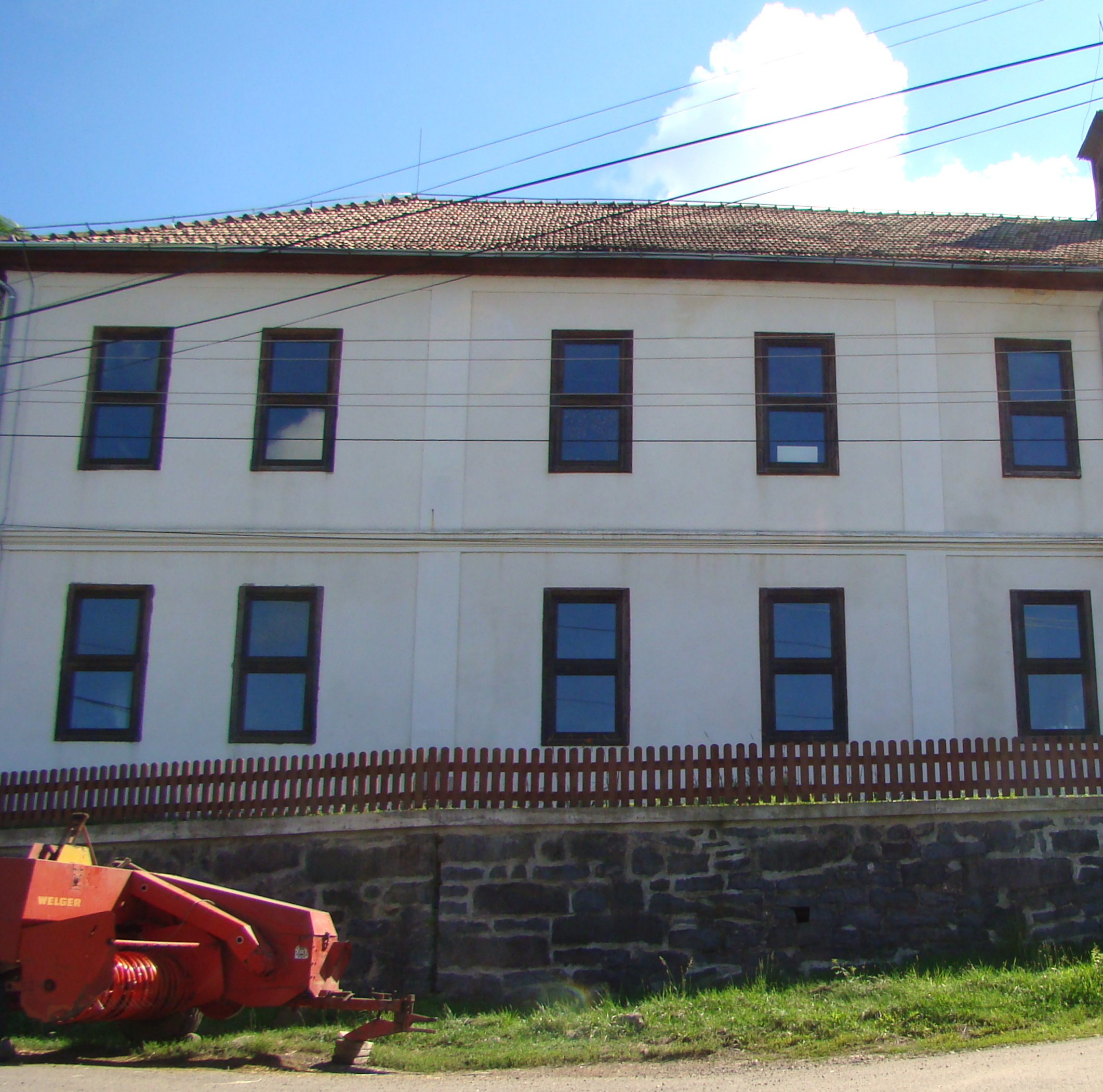
Școala ridicată între anii 1888 și 1890
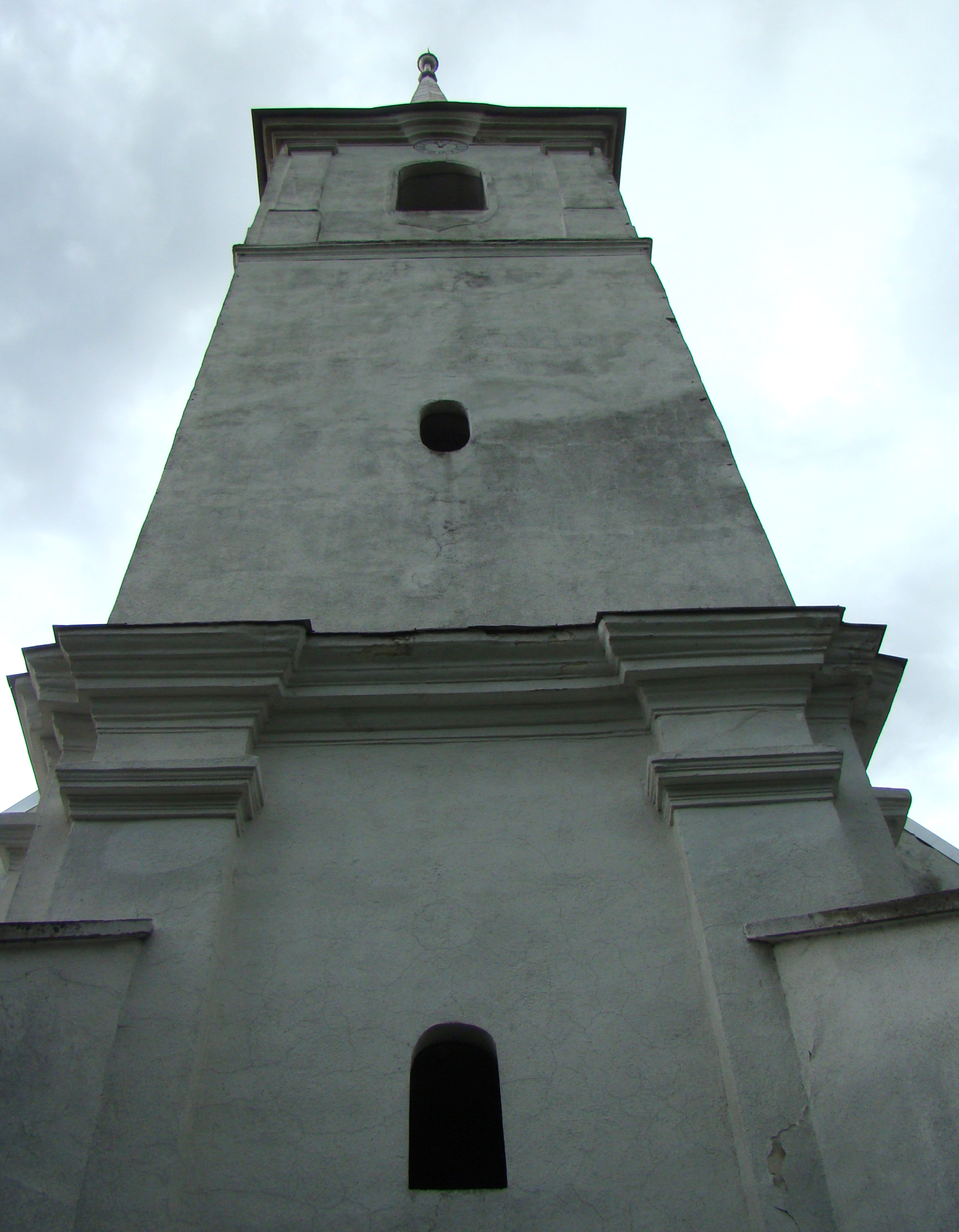
Turnul bisericii reformate
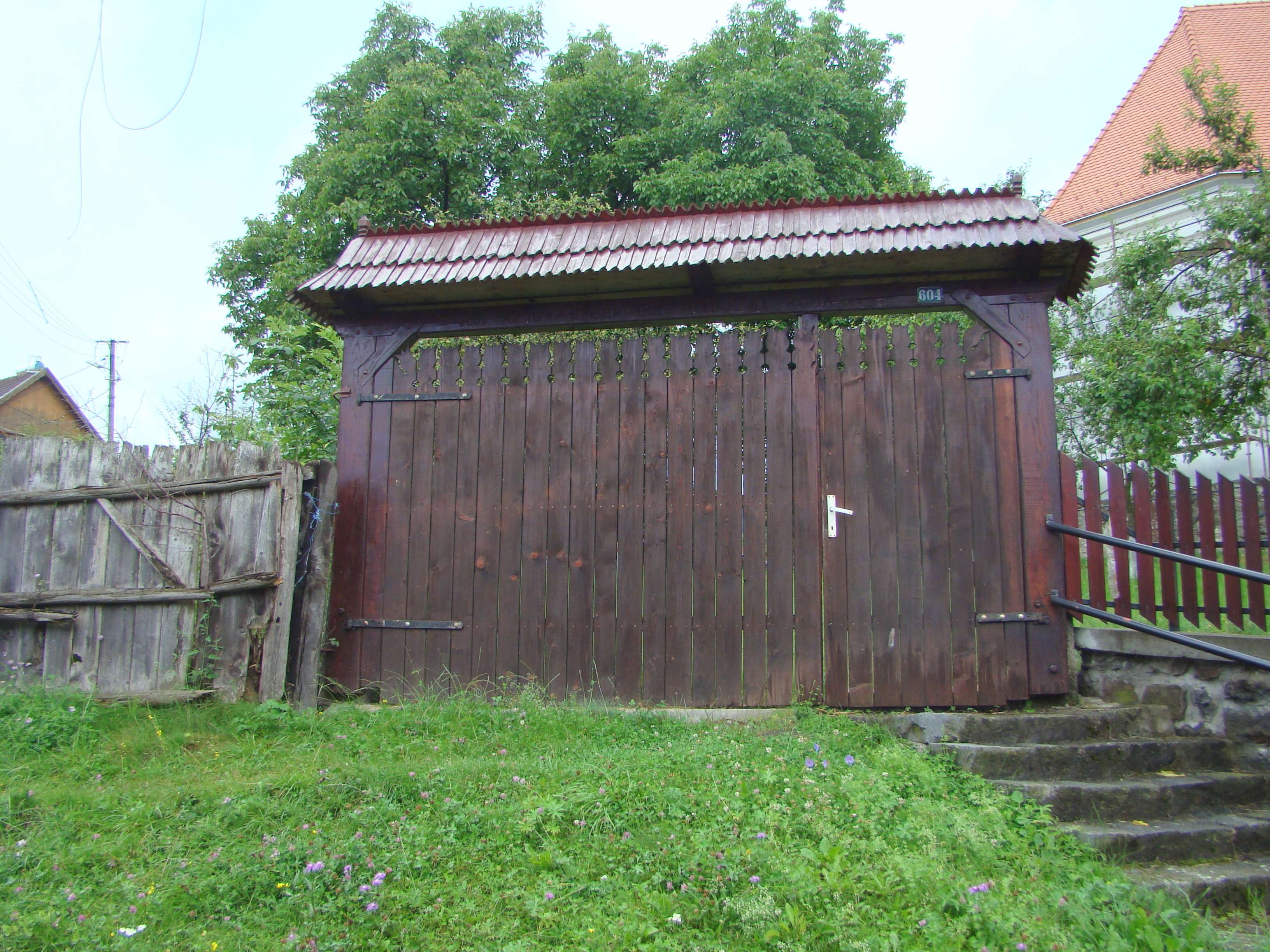
Poarta de lemn
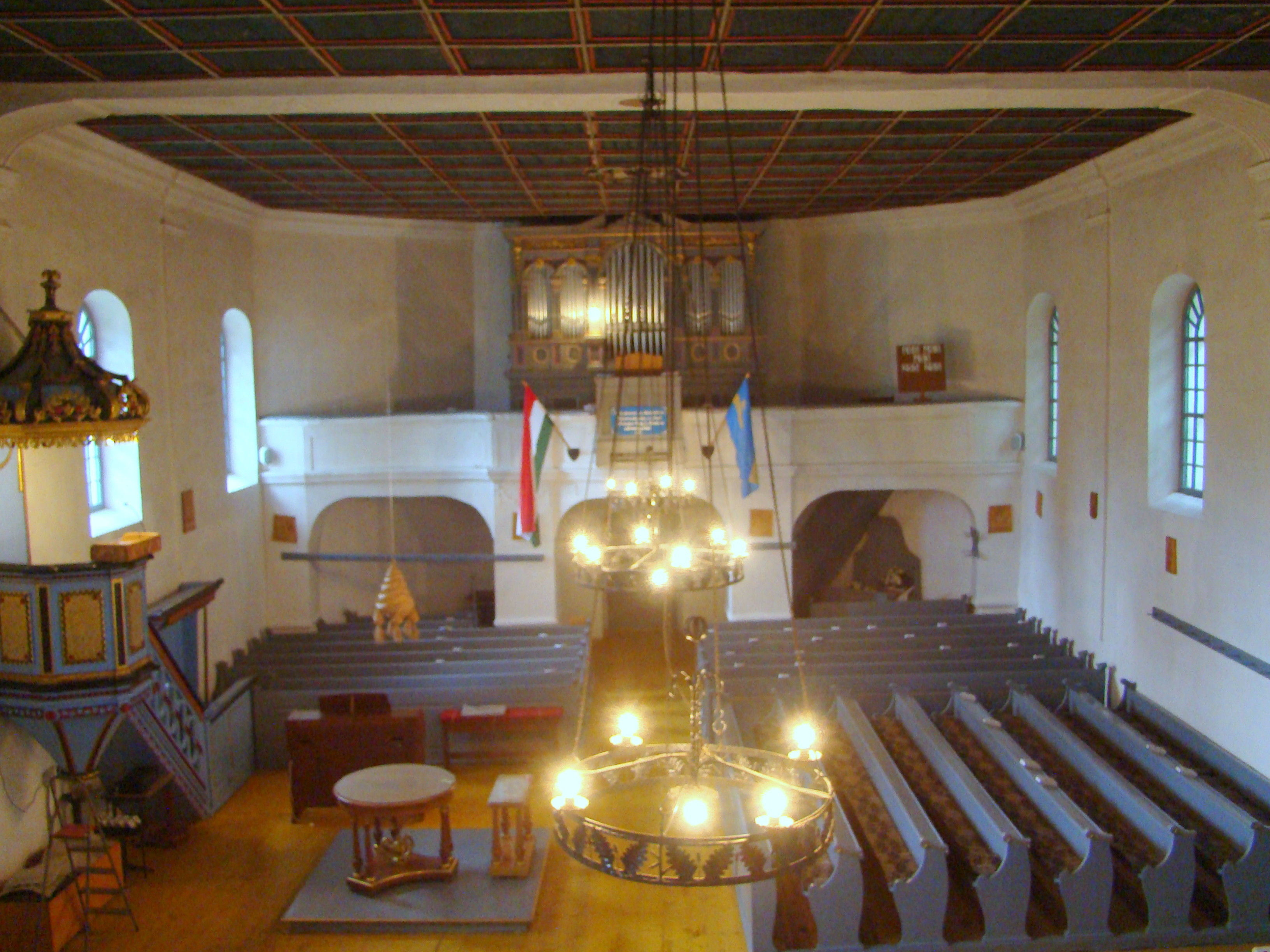
Interiorul bisericii reformate